# ハンス・クレッペン
ハンス・クレッペン（Hans Kleppen、1907年3月16日 – 2009年4月12日）は、ノルウェー、テレマルク県ボー出身の元スキージャンプ選手。
1928年のサンモリッツオリンピックに出場したが、36位に終わっている。ポーランドのザコパネで開催された1929年ノルディックスキー世界選手権ではスキージャンプ個人に出場し銅メダルを獲得した。この競技の金メダリストのシグムント・ルートと銀メダリストのクリスティアン・ヨハンソンは共にノルウェーの選手で、ノルウェーが表彰台を独占することになった。
また1934年のノルウェー選手権で優勝している。
2007年3月には彼の100歳の誕生日が盛大に祝われた。このときノルウェーにおいて最も高齢のオリンピック出場者であった。
2009年4月12日に102歳で死去。